# Arnold River (Hodgson River)
Der Arnold River ist ein Fluss im Norden des australischen Territoriums Northern Territory.

## Geografie

### Flusslauf
Der Fluss entspringt ca. 30 km nordöstlich der Bullawaddy Conservation Reserve und nördlich des Carpentaria Highway. Er fließt zunächst nach Norden bis zur Kleinstadt Minamia (Cox River) im Aboriginesreservat Alawa. Dort wendet er seinen Lauf nach Nordwesten und mündet ca. 15 km südlich von Hodgson Downs in den Hodgson River.

### Nebenflüsse mit Mündungshöhen
- Williams Creek – 220 m
- Horse Creek – 212 m[1]

### Durchflossene Seen
- Anderson Waterhole – 213 m
- Ambullya Waterhole – 207 m
- Minimere Lagoon – 81 m
- McDonald Lagoon – 80 m[1][2]